# Dylan Axelrod
Dylan Axelrod (né le 30 juillet 1985 à Irvine, Californie, États-Unis) est un ancien lanceur droitier de la Ligue majeure de baseball.

## Carrière
Dylan Axelrod est repêché au 30e tour de sélection en 2007 par les Padres de San Diego alors qu'il évolue à l'Université de Californie à Irvine. Il joue en ligues mineures avec des clubs-école des Padres de 2007 à 2009 avant de passer aux White Sox de Chicago.
Axelrod fait ses débuts dans le baseball majeur avec les White Sox le 7 septembre 2011 avec une présence comme lanceur de relève. Ses trois matchs suivants sont comme lanceur partant et à sa quatrième et dernière sortie de l'année, le 26 septembre face aux Blue Jays de Toronto, il remporte sa première victoire dans les grandes ligues. Axelrod maintient une moyenne de points mérités de 2,89 et réussit 19 retraits sur des prises pour les Sox en 18 manches et deux tiers lancées en fin d'année 2011.
Il joue avec les White Sox jusqu'en 2013. Son contrat est vendu aux Reds de Cincinnati le 17 juillet 2014. Il joue 11 matchs au total en 2014 et 2015 pour Cincinnati, et sa moyenne de points mérités se chiffre à 4,70 en 30 manches et deux tiers lancées.
Le 11 décembre 2015, il signe un contrat des ligues mineures avec les Marlins de Miami.